# Лёринц, Тамаш
Тамаш Лёринц (венг. Lőrincz Tamás; род. 20 декабря 1986, Цеглед, Пешт) — венгерский борец, чемпион Олимпийских игр (2020) и серебряный призёр Олимпийских игр (2012), чемпион мира 2019 года и трижды призёр чемпионатов мира (2014, 2017 и 2018), четырёхкратный чемпион Европы и призёр чемпионатов Европы. Старший брат борца Виктора Лёринца.

## Биография
В 2006 году победил на Чемпионате Европы по греко-римской борьбе в Москве, в весовой категории до 66 кг.
В 2008 году участвовал в Олимпийских играх в Пекине, занял восьмое место.
В 2012 году в Лондоне стал серебряным призёром Олимпийских игр, проиграв в финале корейцу Ким Хен-Воо.
На предолимпийском чемпионате планеты в Казахстане в 2019 году в весовой категории до 77 кг, Тамаш завоевал золотую медаль, став чемпионом, и получил олимпийскую лицензию для своего национального Олимпийского комитета.
На чемпионате Европы по борьбе 2021 года, который проходил в Варшаве, венгерский спортсмен в весовой категории до 77 кг, сумел завоевать золотую медаль, победив в финале Юнус Эмре Башара.
В 2021 году в Токио стал олимпийским чемпионом, победив в финале киргиза Акжола Махмудова и завершил карьеру.